# 管理理容師
管理理容師（かんりりようし、英: Management Barber）は、日本の国家資格の一種である。
管理理容師とは主に髪を切る等の理容を行う仕事を司る職種であり、理容所の管理者である。

## 概要
- 理容師法第11条の4により理容師である従業者の数が常時2人以上である理容所の開設者は、当該理容所を衛生的に管理させるため、理容所ごとに、管理理容師を置かなければならないとされている。

## 講習
- 各都道府県によって異なる。

### 講習科目
1. 公衆衛生学
2. 理容所の衛生管理

## 受講資格
- 理容師の免許を受けた後、3年以上の理容の実務経験が必要。